# Franz Ehrenhöfer
Franz Ehrenhöfer (Reinberg, 29 luglio 1880 – Grosseto, 17 aprile 1939) è stato uno scultore austriaco.

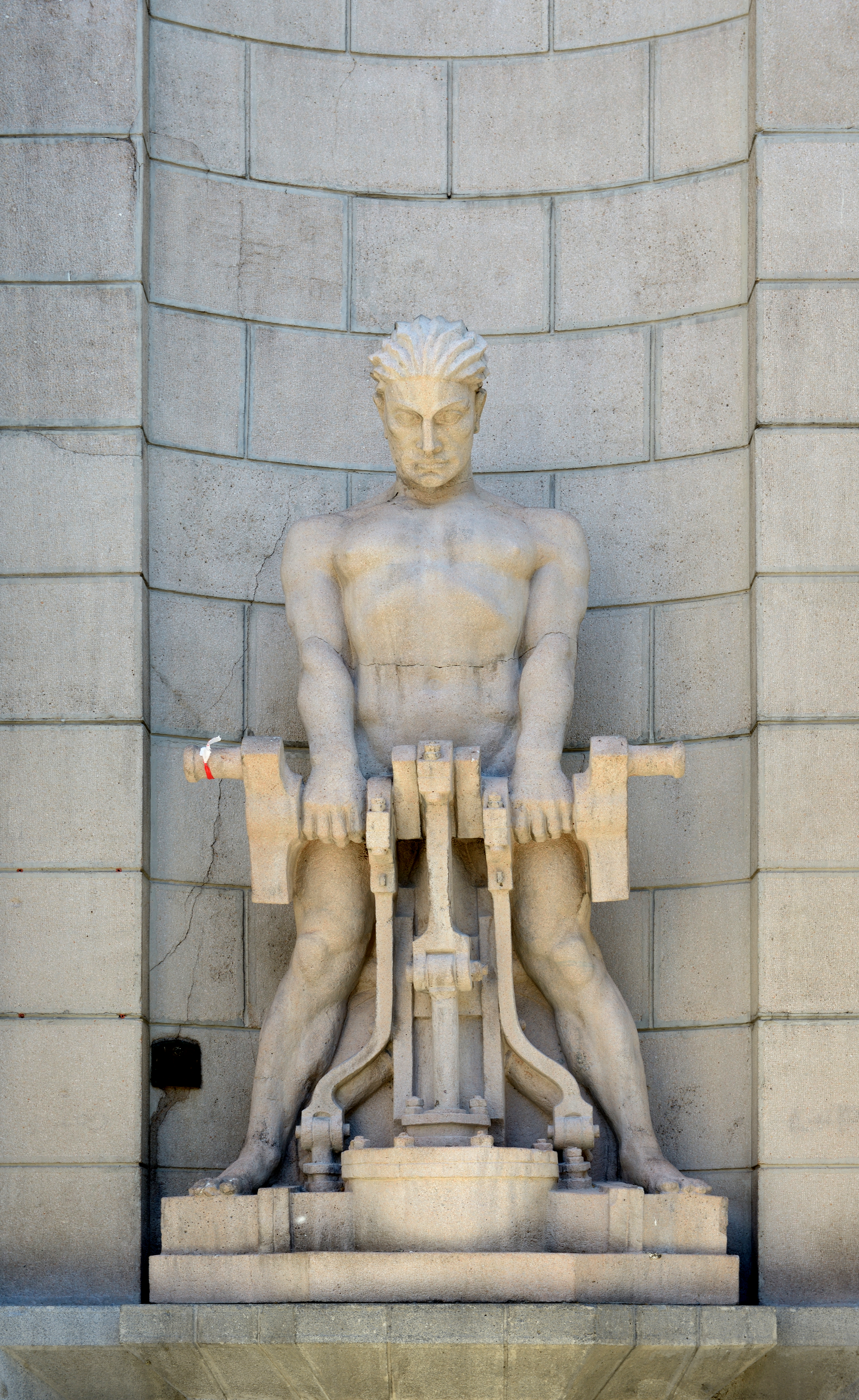
Allegoria del vapore alla stazione ferroviaria di Bolzano

Si tratta di uno scultore poco conosciuto, attivo in Austria ed in Italia.

## Biografia
Franz Ehrenhöfer nasce in Stiria, penultimo di sei fratelli, da famiglia contadina. Comincia da piccolo a manifestare la propria propensione alla produzione artistica ed un parente, Hans Tauss, ne nota il talento e riesce a trovargli un posto al Vinzentinum di Graz. Successivamente entra all'accademia di Vienna.
Durante la prima guerra mondiale viene inviato come scultore di guerra a Bolzano, allora città dell'impero austroungarico e posta nelle retrovie del fronte.
Lavora qui ad un monumento in onore dei Kaiserjäger (cacciatori delle Alpi, corpo scelto di fanteria alpina) e produce diversi progetti per monumenti di tipo funerario. 
Dopo la guerra rimane a Bolzano, divenuto territorio italiano; qui insegna ed è tra i fondatori dell'associazione artisti di Bolzano. 
Muore a 59 anni a Grosseto.

## Le opere di Ehrenhöfer
All'accademia di Vienna impara ad ammorbidire e precisare il tratto. Lì subisce le influenze della secessione viennese e di artisti come Klimt, Schiele, Munch. 
A Bolzano produce alcuni altorilievi per il progettato monumento ai Kaiserjäger, che non verrà realizzato a causa dell'esito della guerra, mentre le opere vengono trasferite in Tirolo.
Dalla fine della guerra al 1925 realizza diverse opere per privati (fontane e decori per ville, chiese ed esercizi pubblici) in Alto Adige, dal 1927 lavora, chiamato dal progettista Angiolo Mazzoni, alla nuova  stazione ferroviaria di Bolzano, realizzando sia gruppi di sculture, come l'allegoria dei fiumi Adige, Isarco e Rienza posta sulla torre della stazione o le due statue ai lati dell'entrata principale, l'elettricità ed il vapore. 
Anche i decori ceramici a colori dell'entrata del 'ristoratore', come si chiamava in origine il ristorante della stazione, sono verosimilmente opera sua, tra l'art decò e l'espressionismo, come anche i mascheroni sulle cornici della serie di costruzioni che compongono la stazione.
Da ricordare tra le sue opere più significative il grande Crocifisso (1924) della chiesa di San Giuseppe Operaio di Ivano Fracena in provincia di Trento, un'opera dai toni fortemente drammatici che riprende in modo personale certi stilemi espressionisti di Egon Schiele (Vittorio Fabris) e il monumento funebre di Aimee Dostoevskaja.